# SkyOS
SkyOS est un système d'exploitation graphique conçu à partir de zéro et destiné aux plates-formes x86. Il est commercialisé par son auteur, Robert Szeleney, et ses sources ne sont pas publiées. Sans être un Unix, il adopte la norme POSIX, et se donne comme objectif d'être aussi convivial que possible.  SkyOS est disponible en téléchargement gratuit.
La prochaine version, SkyOS 5, aurait dû comprendre, selon les développeurs, une interface graphique améliorée, une gestion du multiutilisateur et de l'USB ; cependant, fin janvier 2009, Szeleney annonce que le développement est suspendu.
Des logiciels tels que Mozilla Firefox 1.0 et Mozilla Thunderbird 1.0 ont été portés.
Le port du toolkit GTK a permis le portage de plusieurs applications, dont AbiWord, Pidgin (ex-Gaim), VideoLAN et des jeux comme Quake et OpenTTD.
La dernière version postée sur le site date du 9 août 2013, et porte le numéro 6947.

## Controverses
SkyOS est régulièrement accusé[réf. nécessaire] de contenir du code source sous licence GPL. Robert Szeleney affirme que le cœur du système d'exploitation est entièrement son œuvre.
Afin de répondre à ces accusations l'équipe développant SkyOS vend un accès au code source des versions antérieures à 2003.